# Andrea Mustoxidi
Andrea Mustoxidi (en grec moderne : Ἀνδρέας Μουστοξύδης) est un littérateur, philologue et historien grec.

## Biographie
Né à Corfou en 1785 ; il se rendit fort jeune à Venise, puis à Milan, où il établit pour quelque temps sa résidence, après avoir été, à l’âge de dix-huit ans, reçu docteur de l’Université de Pavie. Deux ans après, il publiait des Notizie per servire all’Istoria corcirese da i tempi eroici al secolo XII, et ce travail savant, qui faisait justice de bien des erreurs, fut si bien accueilli que le gouvernement des Sept-Îles, alors au pouvoir de la France, choisit le jeune Grec pour son historiographe officiel. Après les revers de 1814, l’archipel Ionien passa sous la domination de l’Angleterre, et Mustoxidi fut continué dans ses fonctions, mais il en fut dépouillé en 1820 pour avoir fait paraître à Paris, sous le voile de l’anonyme, un mémoire relatif à la cession de Parga à l’Empire ottoman, acte de condescendance qui provoqua l’indignation de l’opinion libérale dans la Grande-Bretagne, et qui a été, de la part de lord Byron, l’objet d’anathèmes éloquents. Mustoxidi avait d’ailleurs prouvé qu’il était digne de la confiance qui lui avait été témoignée ; ses Illustrazioni corciresi, Milan, 1811 et 1814, 2 vol. in-8°, sont un travail savant et estimable. Occupé d’investigations érudites dans les grands dépôts de l’Italie, Mustoxidi, en examinant un manuscrit grec du 13e siècle, s’attacha à un discours d’Isocrate et releva un long fragment qui manquait dans les textes déjà publiés. On ne pouvait pas dire précisément que ce fragment fût inconnu, car son existence avait été mentionnée par divers érudits (Scaliger et Bandini notamment), mais il était resté inédit, et après l’immense naufrage qui a englouti tant de productions de l’antiquité, nul débris des orateurs attiques n’est à dédaigner. Ce Discours sur l’échange rétabli dans son ancien état, d’après un fragment de près de 80 pages, fut publié par Mustoxidi, à Milan, en 1813 ; la même année, un anonyme (on sait que ce fut le célèbre Angelo Mai) en donna une traduction latine accompagnée de notes, et en 1814, un philologue du premier mérite, Orelli, fit réimprimer le texte grec, revu et corrigé ; cette édition est la meilleure. En 1816, Mustoxidi, faisant une incursion sur le domaine de l’archéologie, fit paraître, à Padoue, une Dissertation dont le but était d’établir que les quatre chevaux de bronze placés devant la Basilique Saint-Marc, à Venise, ont été exécutés à Chios et transportés plus tard au cirque de Constantinople, par ordre de l’empereur Théodose. Cette opinion, appuyée sur des autorités imposantes, offre plus de vraisemblance que l’avis adopté par divers antiquaires, lesquels attribuent à ces coursiers le rôle d’avoir orné l’arc de triomphe de Néron à Rome. Après avoir, durant quelques années, été chargé du soin de rechercher dans les archives et les bibliothèques de l’Italie les documents relatifs aux relations des républiques italiennes du Moyen Âge, avec la Crimée et la mer Noire (fonctions qu’il devait à la protection du comte Mocenigo, ambassadeur de Russie à Turin), Mustoxidi passa en Grèce lorsque le peuple hellène se fut affranchi du joug des Turcs ; il fut chargé par le président Ioánnis Kapodístrias de la direction de l’instruction publique, mais après l’assassinat de cet homme d’État, il revint à Corfou et se consacra tout entier à des travaux de littérature et d’histoire. Collaborateur actif de la Pandore, journal littéraire dont la vogue était grande en Grèce, il dirigea la publication de l’Hellenomnímon (Ἑλληνομνήμων), recueil périodique consacré à l’histoire de la Grèce du Moyen Âge ; il travailla avec zèle à l’Histoire des îles Ioniennes, ouvrage conçu sur de larges proportions, et dont il avait formé le plan depuis longues années. Parmi les autres fruits des recherches de ce laborieux polygraphe, nous mentionnerons un Recueil de fragments inédits d’auteurs grecs, extraits des manuscrits de la Bibliothèque Ambrosienne à Milan (et publié de concert avec M. Démétrios Schinas), et une traduction italienne d’Hérodote fort estimée au point de vue de l’élégance du style (Milan, 1823-1832, in-8°) et qui fait partie de la Collana greca. Lorsque la révolution de février 1848 vint jeter l’agitation dans toute l’Europe, un parti nombreux, hostile à la domination anglaise, leva la tête dans les îles Ioniennes. Mustoxidi, fidèle aux opinions libérales qu’il avait toujours professées, refusa de s’associer au mouvement révolutionnaire et radical. Élu membre du neuvième parlamiento, il fut porté à la présidence, mais il refusa cet honneur. Cette assemblée ayant été dissoute par le gouverneur, lord Ward, Mustoxidi ne voulut pas se présenter à de nouvelles élections, et il préféra devenir, en 1852, membre du conseil municipal de Corfou. Lord Young, successeur de lord Ward, accorda des distinctions au vieux savant, il le fit nommer commandeur de l’ordre de St-Michel et de St- George, et arconte della publica istruzione avec des pouvoirs fort étendus. Ces faveurs lui attirèrent la haine du parti libéral ; on critiqua avec beaucoup d’amertume, et non sans injustice, la direction que Mustoxidi donnait à l’instruction publique. Ces attaques et la perte d’un procès engagé au sujet d’une succession considérable détruisirent ce qui restait de forces au malheureux arconte ; il mourut le 29 juillet 1860, regretté et estimé de tous ceux de ses compatriotes que n’égarait pas l’esprit de parti.